# Папалоапан
Папалоапан (исп. Río Papaloapan) — река в Центральной Америке, протекает в основном по штату Веракрус на юге Мексики.
Река образуется недалеко от границы между штатами Веракрус и Оахака слиянием рек Рио-дель-Вальс и Санто-Доминго, берущих начало в восточной Сьерра-Мадре и реки Тонто. Впадает в лагуну Альварадо, сообщающуюся с заливом Кампече у города Альварадо. Её длина составляет около 354 км, площадь бассейна — 46 560 км² (второй по размеру речной бассейн Мексики). Водная система Папалоапан судоходна на 240 км вверх по течению от лагуны Альварадо.
С 1947 года ведется освоение бассейна реки, где на месте болот и лесов создаются плантации многолетних плодовых тропических культур и риса. Для контроля течения построены дамбы, используемые также для ГЭС.